# Hypostom

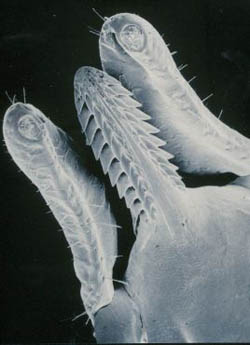
Hypostom(chobotek)

Hypostom (česky chobotek) je hlavní součástí ústního ústrojí klíšťat. Jedná se o dlátovitý útvar pokrytý dozadu otočenými zoubky. V rýhách po stranách hypostomu se nacházejí pedipalpy (druhý pár příústních končetin) a chelicery (první pár příústních končetin). V okamžiku nalezení vhodného místa pro přisátí na těle hostitele klíště roztáhne pedipalpy a vysune chelicery. Ty jsou vybaveny silnými zubci, kterými se klíště zachytí v pokožce. Tímto přichycením dojde k jejímu natržení. Klíště posléze začne chelicery zatahovat zpět, čímž značnou silou vtlačí do ranky hypostom. Sliny vylučované parazitem nejprve vytvoří v okolí hypostomu cementovou vrstvu, která brání vyjmutí klíštěte. Vzhledem ke tvaru hypostomu je neúčinnou metodou vytahování klíšťat kroucení, vhodnější je vyviklání.